# Phân khu của Bangladesh
Bangladesh được phân chia thành tám vùng lớn gọi là phân khu (বিভাগ bibhag). Mỗi phân khu được đặt tên theo thành phố lớn trong phạm vi thẩm quyền của chúng và thành phố này cũng là trụ sở hành pháp của phân khu. Mỗi phân khu được chia tiếp thành các huyện (জেলা jela) rồi lại được chia tiếp thành các upazila (উপজেলা upôjela).
Sau khi Bangladesh độc lập vào năm 1971, quốc gia này có bốn phân khu là Chittagong, Dhaka, Khulna và Rajshahi. Năm 1983, chính tả tiếng Anh của phân khu Dacca (cùng tên thủ đô) được chuyển thành Dhaka nhằm sát hơn với phát âm trong tiếng Bengal.
Năm 1993, phân khu Barisal được tách khỏi phân khu Khulna; đến năm 1995, phân khu Sylhet được tách khỏi phân khu Chittagong; và đến năm 2010, phân khu Rangpur được tách khỏi phân khu Rajshahi. Về diện tích thì phân khu Rangpur xếp thứ năm sau các phân khu Barisal và Sylhet.
Năm 2015, phân khu Mymensingh trở thành phân khu thứ tám, trong cùng năm có khởi động về quá trình thành lập thêm hai phân khu Comilla và Faridpur.
Ủy viên hội đồng phân khu là người đứng đầu tại một phân khu, do chính phủ bổ nhiệm. Vai trò của chức vụ uỷ viên hội đồng phân khu là đứng đầu việc giám sát toàn bộ các quan chức chính quyền (ngoại trừ các quan chức chính quyền trung ương) trong phân khu. Một uỷ viên hội đồng phân khu được trao trách nhiệm trực tiếp về giám sát quản lý nguồn thu và phát triển. Ủy viên hội đồng phân khu có một số quan chức khác trợ giúp.
| Phân khu   | Thủ phủ    | Phân vùng | Phân vùng  | Phân vùng             | Diện tích (km²) | Dân số (2011) | Mật độ (/km²) (2011) |
| Phân khu   | Thủ phủ    | Số huyện  | Số upazila | Số hội đồng cộng đồng | Diện tích (km²) | Dân số (2011) | Mật độ (/km²) (2011) |
| ---------- | ---------- | --------- | ---------- | --------------------- | --------------- | ------------- | -------------------- |
| Barisal    | Barisal    | 6         | 39         | 333                   | 13.225,20       | 8.325.666     | 613                  |
| Chittagong | Chittagong | 11        | 101        | 949                   | 33.908,55       | 29.145.000    | 831                  |
| Dhaka      | Dhaka      | 13        | 123        | 1.248                 | 20.593,74       | 46.729.000    | 1.751                |
| Khulna     | Khulna     | 10        | 59         | 270                   | 22.284,22       | 15.687.759    | 699                  |
| Mymensingh | Mymensingh | 4         | 34         | 350                   | 10.584,06       | 11.370.000    | 1.074                |
| Rajshahi   | Rajshahi   | 8         | 70         | 558                   | 18.153,08       | 18.484.858    | 1.007                |
| Rangpur    | Rangpur    | 8         | 58         | 536                   | 16.184,99       | 15.787.758    | 960                  |
| Sylhet     | Sylhet     | 4         | 38         | 334                   | 12.635,22       | 9.910.219     | 779                  |
| Tổng       | (8)        | 64        | 488        | 4.550                 | 147.570,00      | 149.772.364   | 1.015                |

Có đề xuất lập hai phân vùng nữa nhằm giảm bớt công việc hành chính do gia tăng dân số:
- Comilla – theo đề xuất sẽ gồm sáu huyện phía tây bắc của phân khu Chittagong hiện nay, trước gọi là vùng Comilla.
- Faridpur – theo đề xuất sẽ gồm năm huyện phía nam của phân khu Dhaka hiện nay.